# José de Hermosilla
José de Hermosilla Sandoval (Llerena, Badajoz, 12 de mayo de 1715 – Leganés, 21 de junio de 1776), fue un arquitecto e ingeniero militar español. Fue uno de los arquitectos más importantes del siglo XVIII, junto a sus contemporáneos Francisco Sabatini, Juan de Villanueva y Ventura Rodríguez. Redactó un libro de arquitectura civil. 

## Biografía
Empezó su carrera como ingeniero militar (con el grado de capitán). Hacia 1738 inició su labor como delineante en la realización del Palacio Real de Madrid. Durante estos trabajos Fernando VI decidió concederle el pensionado en la Academia de San Lucas de Roma en 1747 gracias a las intervenciones del ministro José de Carvajal y Lancaster. En Roma conoció al arquitecto papal Ferdinando Fuga que le influyo de modo importante. A su regreso de Roma en 1751 ingresa de nuevo en las Obras del Palacio Real bajo las órdenes de Juan Bautista Sachetti. Participó en las primeras actividades la recién creada Real Academia de Bellas Artes de San Fernando, siendo profesor de Geometría. Durante esta labor de enseñanza escribe un tratado de Geometría en colaboración con Ventura Rodríguez. En 1752 fue nombrado director de Arquitectura de la Academia. Y esta academia imprimirá los dos volúmenes de sus Antigüedades árabes de Granada y Córdoba (Madrid, 1787), grabadas según sus dibujos, un trabajo que se había puesto en marcha por iniciativa de su hermano, el historiador Ignacio de Hermosilla. 

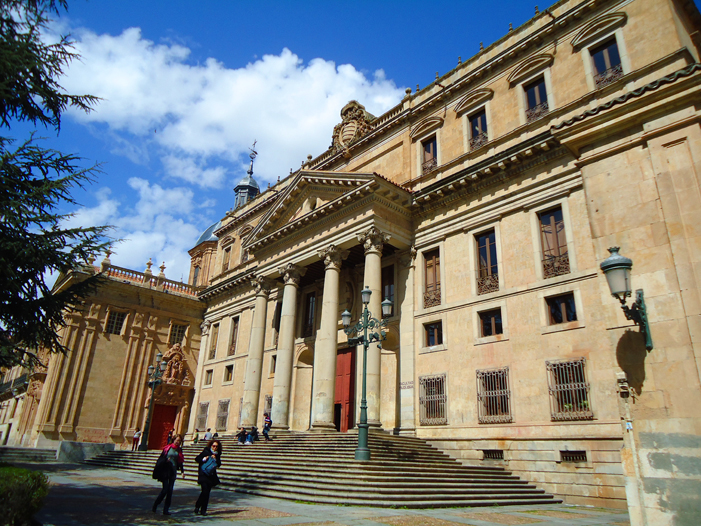
El Colegio Mayor de San Bartolomé, o de Anaya, en Salamanca, obra de José de Hermosilla.

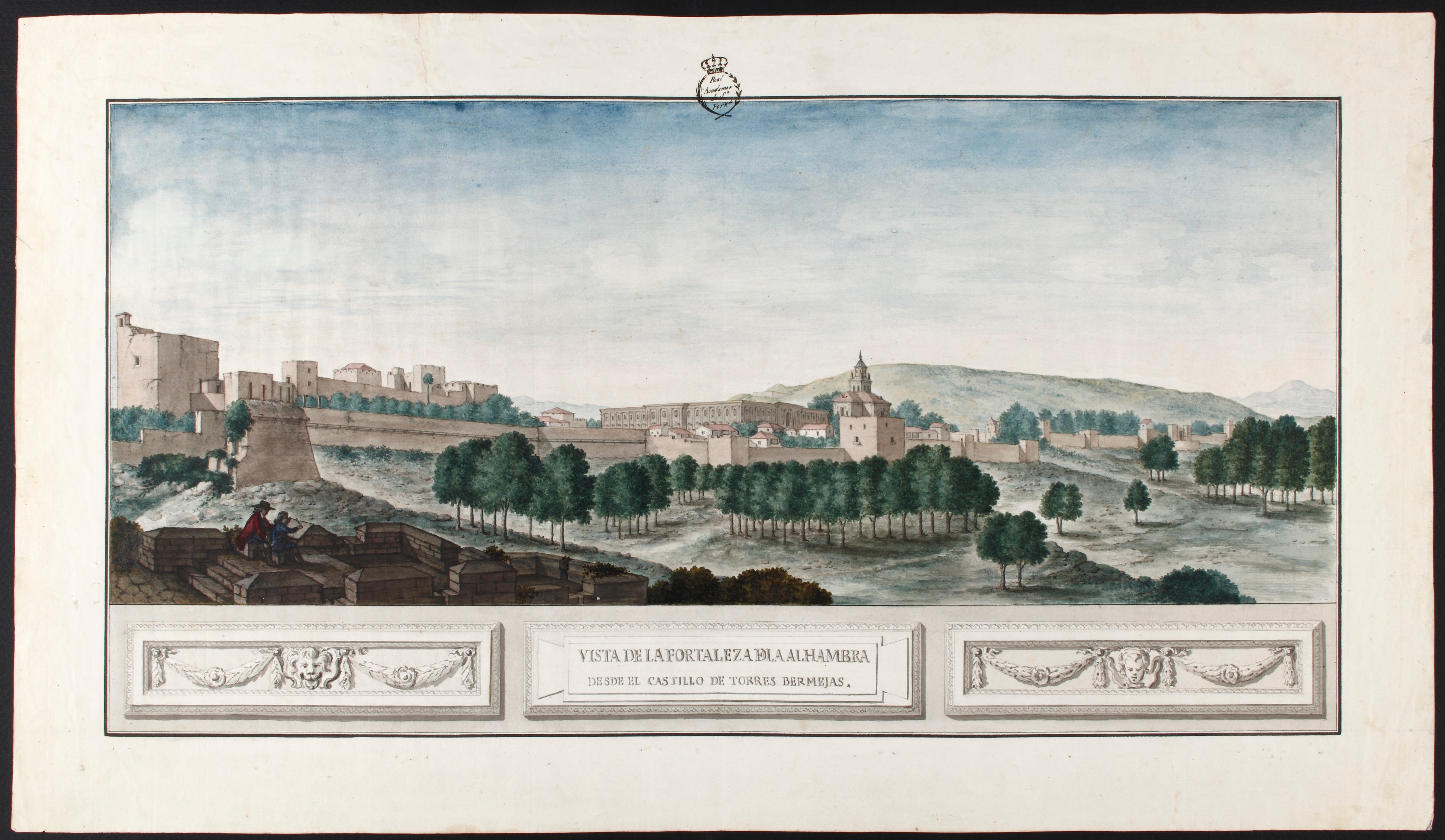
Vista de la Alhambra de Granada, desde el castillo de Torres Bermejas (1767).

En 1756 renuncia a sus puestos académicos para consagrarse a su actividad como ingeniero militar. Participa en la campaña contra Portugal del año 1762 bajo las órdenes del Conde de Maceda.
Por encargo del rey Fernando VI, proyectó en Madrid un nuevo Hospital General y de la Pasión ubicado en la calle de Santa Isabel (edificio que actualmente ocupa el Museo Reina Sofía), que se inició en 1750. Siguió la dirección de obras del Hospital hasta 1768. Quizás el edificio más significativo de cuantos se deben a este arquitecto sea el Colegio de Anaya (las obras comenzaron en 1760) de Salamanca, concebido como un monumental palacio precedido por un muy clasicista pórtico de columnas. Se trata de uno de los edificios clave del Neoclasicismo español.  
Hacia 1761, redactó un proyecto, sobre ideas de fray Francisco Cabezas, para la Real basílica de San Francisco el Grande en Madrid. El proyecto consistía en la construcción de un gran templo circular rodeado de siete capillas y cubierto por una gran cúpula de 33 metros de diámetro. El proyecto fue posteriormente modificado por otros arquitectos, hasta llegar al edificio que hoy se conserva. En el año 1765, hizo un viaje por Andalucía, para estudiar las antigüedades árabes existentes en Córdoba y Granada, al que se unieron los entonces aprendices, Juan de Villanueva y Juan Pedro Arnal.
Entre 1767 y 1775 trabajó en el proyecto de ordenar el entonces llamado Salón del Prado de Madrid, que se proyectó con la intención de engalanar la ciudad para la llegada de Carlos III, donde diseñó una planta longitudinal, muy alargada, de tipo circoagonal, con grandes fuentes de trecho en trecho. Las tres fuentes (Cibeles, Apolo y Neptuno) serían realizadas después por Ventura Rodríguez.
Falleció en Leganés el 21 de junio de 1776, y fue enterrado en la capilla de Belén o de los arquitectos, en la iglesia de San Sebastián de la capital española.